# Загородній Григорій Дмитрович
Григорій Дмитрович Загородній (нар. 12 вересня 1939, село Мурзинці, тепер Звенигородського району, Черкаська область) — український діяч, голова ради Національна асоціація цукровиків України «Укрцукор». Депутат Верховної Ради УРСР 11-го скликання. Народний депутат України 1—2-го скликань.

## Життєпис
Народився в родині колгоспників.
У 1963 році закінчив Київський технологічний інститут харчової промисловості, інженер-технолог.
Член КПРС з 1963 року.
У 1963—1967 роках — начальник зміни, заступник головного інженера Лохвицького цукрового комбінату Полтавської області.
У 1967—1970 роках — інструктор відділу легкої і харчової промисловості Полтавського обласного комітету КПУ.
У 1970—1971 роках — заступник керуючого — головний інженер Полтавського бурякоцукротресту.
У 1971—1981 роках — інструктор, завідувач сектору відділу легкої і харчової промисловості ЦК КПУ.
У 1981 — 4 січня 1985 року — 1-й заступник міністра харчової промисловості Української РСР.
4 січня — листопад 1985 року — міністр харчової промисловості Української РСР.
З листопада 1985 року — 1-й заступник голови Республіканського комітету харчової і переробної промисловості Держагропрому Української РСР.
Народний депутат України 12(1) скликання з .03.1990 (1-й тур) до .04.1994, Звенигородський виб. окр. № 422, Черкас. обл., член Комісії з питань АПК. Групи «Аграрники», «Земля і воля».
Народний депутат України 2 скликання 07.1994 (2-й тур) до 04.1998, Переяслав-Хмельницький виб. окр. № 212, Київ. обл., висун. виборцями. Член фракції АПУ (до цього — групи «Відродження та розвиток агропром. комплексу України», до цього — гр. «Аграрники України»). Член Комітету з питань АПК, земельних ресурсів і соц. розвитку села. На час виборів: 1-й заст. гол. Держ. комітету України з харч. пром.
У червні 1992 — травні 1998 року — 1-й заступник Голови Державного комітету України з харчової промисловості. У травні 1998 — березні 2000 року — 1-й заступник Голови Комітет харчової промисловості України. Голова ради Національна асоціація цукровиків України «Укрцукор».
Член Аграрної партії України.
Одружений. Має доньку.

## Нагороди
- орден «За заслуги» І ступеня (.11.2009)[6]
- орден «За заслуги» ІІ ступеня (.08.1999)[7]
- орден «За заслуги» ІІІ ступеня (.06.1997)[8]
- ордени
- медалі

## Джерело
- Довідка [Архівовано 4 березня 2016 у Wayback Machine.]

| українська персоналія | Це незавершена стаття про особу, що має стосунок до України. Ви можете допомогти проєкту, виправивши або дописавши її. |